# باجلحبان (تريم)
'

تعديل مصدري - تعديل

باجلحبان هي إحدى قرى عزلة تريم بمديرية تريم التابعة لمحافظة حضرموت، بلغ تعداد سكانها 126 نسمة حسب تعداد اليمن لعام 2004.